# 松本警察署
松本警察署（まつもとけいさつしょ）は、長野県警察が管轄する警察署の一つである。県内では二番目に大きく、署長の階級は警視正。

## 所在地
- 長野県松本市渚3-11-8

## 管轄区域
- 東筑摩郡のうち山形村
- 松本市
- 塩尻市のうち長野県松本空港の区域

## 最近の主な事件
- 松本サリン事件（1994年）
- 長男と孫が共謀しインターネットの掲示板で父親殺害を依頼。茨城県の男が、200万円で依頼人の父親を殺害。特定の事件名は付いていないが、松本ネット殺人事件、ネット殺人などと呼ばれることが多い。（2006年）

## 沿革
- 1913年（大正2年）3月 - 旧今井村が塩尻警察署から移管。
- 1948年（昭和23年）3月7日 - 警察法施行により旧松本警察署に松本市警察本部（自治体警察）と国家地方警察松本地区警察署が設置される。
- 1954年（昭和29年）7月1日 - 警察法の改正により松本市警察・国家地方警察松本地区警察署が廃止。長野県松本警察署が設置される。
- 1980年（昭和55年）12月26日 - 松本市街地にあった旧庁舎から現在地に移転[2]。
- 2005年（平成17年）4月1日 - 市町村合併に伴い、以下のように管轄が変更される。
  - 松本警察署から豊科警察署（現・安曇野警察署）
    - 明科町（現・安曇野市）、生坂村、麻績村、本城村（現・筑北村）、坂北村（現・筑北村）、坂井村（現・筑北村）

  - 豊科警察署（現・安曇野警察署）から松本警察署
    - 松本市に編入された旧梓川村、旧安曇村、旧奈川村
旧梓川村の管轄が加わったことにより、波田町警察官駐在所が波田町交番に変更。
- 2010年（平成22年）3月31日 - 波田町の松本市に編入に伴い波田町交番が松本市波田交番に変更。

## 組織
- 総務課
- 会計課
- 留置管理課
- 生活安全第一課
- 生活安全第二課
- 地域第一課
- 地域第二課
- 刑事第一課
- 刑事第二課
- 交通第一課
- 交通第二課
- 警備課

## 交番
- 松本市北部交番（松本市旭2丁目）
- 松本市東部交番（松本市清水1丁目）
- 松本市大手交番（松本市大手3丁目）
- 松本市松本駅前交番（松本市深志1丁目）
- 松本市島立交番（松本市大字島立）
- 松本市高宮交番（松本市高宮南）
- 松本市庄内交番（松本市出川1丁目）
- 松本市惣社交番（松本市大字里山辺）
- 松本市浅間温泉交番（松本市浅間温泉2丁目）
- 松本市村井・寿交番（松本市寿中1丁目）
- 松本市空港北交番（松本市大字神林）
- 松本市波田交番（松本市波田）

## 警察官駐在所
- 松本市四賀警察官駐在所（松本市会田）
- 松本市梓川警察官駐在所（松本市梓川梓）
- 山形村警察官駐在所（東筑摩郡山形村）
- 松本市奈川警察官駐在所（松本市奈川）
- 松本市安曇警察官駐在所（松本市安曇）

## 警備派出所
- 松本空港警備派出所（松本市大字空港東）
- 上高地警備派出所（松本市安曇）

## アクセス
- アルピコ交通（通称・松本電鉄）上高地線渚駅より3分
- ぐるっとまつもとバス空港・今井線および山形線 鎌田バス停より北へ徒歩10分（信号待ちを含む）
- 松本市コミュニティバス 田川公民館バス停より南へ徒歩8分（信号待ちを含む）